# Eurosong (Belgium)
Az Eurosong (magyarul: Eurodal) egy 1975 óta esetenként megrendezett flamand zenei fesztivál Belgiumban. A verseny szervezője az Vlaamse Radio- en Televisieomroep. Az Eurosong győztese képviselheti Belgiumot az Eurovíziós Dalfesztiválon.

## Története
A mai flamand válogatókat többnyire Eurosong néven ismerik, azonban 1957-ben az első műsor elnevezése De T.V. Maakt Muziek volt, 1970-ben pedig Chanson euro '70-nek hívták.
2010-ben rendhagyó módon nem rendezték meg a versenyt, a VRT úgy döntött, hogy maga választja ki a képviselőt. Végül a 2008-as X-Faktor egyik versenyzőjét választották, akinek egy dalbemutató műsort rendeztek. Érdekesség, hogy ekkor az ország hatodik helyen végzett, ami addig a legsikeresebb flamand eredmény volt. 2012-ben egy belső zsűri Irist választotta az ország képviseletére, akinek egy dalválasztó műsort rendeztek.
Majd 2014-ben ismét visszatért az nemzeti döntős formátum, ahol a zsűri, köztük Ruslana, először castingot tartottak, ahol a jelentkezők Eurovíziós dalokat adtak elő. Ezután a kiesők közül páran részt vettek egy visszahívó műsorban, ahol esélyt kaptak a verseny folyatásához. Ezt követően három elődöntőt rendeztek, ahol már saját versenydalukat énekelték, majd ezt követte a döntő. 2016-ban ismét változásokon ment keresztül a műsor. Először bemutató műsorokat rendeztek, ahol a résztvevők dalai debütáltak, majd csak egy döntőt rendeztek kevesebb előadóval, mint az előző alkalommal. Érdekesség, hogy a döntőben Magyarország is szavazott a nemzetközi zsűri keretein belül. Ezt követően sokáig nem rendeztek nemzeti döntőt, inkább belső kiválasztást alkalmaztak.
2023-ban újra rendeztek nemzeti döntőt, ekkor a 2016-os formátum alapján folytatták a műsort. A Because of You végül hetedik lett az Eurovíziós Dalfesztiválon. 2025-ben a flamand televízió ismét az Eurosonggal választja ki versenyzőjét és dalát.

## Győztesek
| Év   | Előadó               | Dal                          | Szerző(k)                                                                                    | Döntő                   | Pontszám                | Elődöntő             | Pontszám             |
| ---- | -------------------- | ---------------------------- | -------------------------------------------------------------------------------------------- | ----------------------- | ----------------------- | -------------------- | -------------------- |
| 1975 | Ann Christy          | Gelukkig zijn                | Mary Boduin                                                                                  | 15.                     | 17                      | Nem volt elődöntő    | Nem volt elődöntő    |
| 1977 | Dream Express        | A Million in One, Two, Three | Luc Smets                                                                                    | 7.                      | 69                      | Nem volt elődöntő    | Nem volt elődöntő    |
| 1979 | Micha Marah          | Hey Nana                     | Charles Dumolin Guy Beyers                                                                   | 18.                     | 5                       | Nem volt elődöntő    | Nem volt elődöntő    |
| 1981 | Emly Starr           | Samson                       | Giuseppe Marchese Kick Dandy Penny Els                                                       | 13.                     | 40                      | Nem volt elődöntő    | Nem volt elődöntő    |
| 1983 | Pas De Deux          | Rendez-vous                  | Paul Peyskens Walter Verdin                                                                  | 18.                     | 13                      | Nem volt elődöntő    | Nem volt elődöntő    |
| 1985 | Linda Lepomme        | Laat me nu gaan              | Bert Vivier Pieter Verlinden                                                                 | 19.                     | 7                       | Nem volt elődöntő    | Nem volt elődöntő    |
| 1987 | Liliane Saint-Pierre | Soldiers of Love             | Gyuri Spies Liliane Keuninckx Marc de Coen                                                   | 11.                     | 56                      | Nem volt elődöntő    | Nem volt elődöntő    |
| 1989 | Ingeborg Sergeant    | Door de wind                 | Stef Bos                                                                                     | 19.                     | 13                      | Nem volt elődöntő    | Nem volt elődöntő    |
| 1993 | Barbara Dex          | Iemand als jij               | Marc Dex Marc Vliegen                                                                        | 25.                     | 3                       | Nem volt elődöntő    | Nem volt elődöntő    |
| 1999 | Vanessa Chinitor     | Like The Wind                | Emma Philippa Hjälmås Ilia Beyers John Terra Wim Claes                                       | 12.                     | 38                      | Nem volt elődöntő    | Nem volt elődöntő    |
| 2002 | Sergio & The Ladies  | Sister                       | Dirk Paelinck Marc Paelinck                                                                  | 13.                     | 33                      | Nem volt elődöntő    | Nem volt elődöntő    |
| 2004 | Xandee               | 1 Life                       | Dirk Paelinck Marc Paelinck                                                                  | 22.                     | 7                       | Automatikusan döntős | Automatikusan döntős |
| 2006 | Kate Ryan            | Je t'adore                   | Kate Ryan Lisa Greene Niclas Kings Niklas Bergwall                                           | Nem jutott be a döntőbe | Nem jutott be a döntőbe | 12.                  | 69                   |
| 2008 | Ishtar               | O Julissi                    | Michel Vangheluwe                                                                            | Nem jutott be a döntőbe | Nem jutott be a döntőbe | 17.                  | 16                   |
| 2012 | Iris                 | Would You                    | Jean Bosco Safari Nina Sampermans Walter Mannaerts                                           | Nem jutott be a döntőbe | Nem jutott be a döntőbe | 17.                  | 16                   |
| 2014 | Axel Hirsoux         | Mother                       | Ashley Hicklin Rafael Artesero                                                               | Nem jutott be a döntőbe | Nem jutott be a döntőbe | 14.                  | 28                   |
| 2016 | Laura Tesoro         | What’s the Pressure?         | Birsen Uçar Louis Favre Sanne Putseys                                                        | 10.                     | 181                     | 3.                   | 274                  |
| 2023 | Gustaph              | Because of You               | Jaouad Alloul Stef Caers                                                                     | 7.                      | 182                     | 8.                   | 90                   |
| 2025 | Red Sebastian        | Strobe Lights                | Astrid Roelants Billie Simonne Lea Bentein Seppe Guido Yvonne Herreman Willem Vanderstichele | Nem jutott be a döntőbe | Nem jutott be a döntőbe | 14.                  | 23                   |

## Lásd még
- Eurovíziós Dalfesztivál
- Belgium az Eurovíziós Dalfesztiválokon